# Symplecta harteni
Symplecta harteni är en tvåvingeart som beskrevs av Albany Hancock 2006. Symplecta harteni ingår i släktet Symplecta och familjen småharkrankar. Inga underarter finns listade i Catalogue of Life.